# Tân Lập, Krông Búk
Tân Lập là một xã thuộc huyện Krông Búk, tỉnh Đắk Lắk, Việt Nam.

## Địa lý
Xã Tân Lập nằm ở phía đông nam huyện Krông Búk, có địa giới hành chính:
- Phía đông giáp huyện Krông Năng
- Phía tây giáp thị trấn Pơng Drang và thị xã Buôn Hồ
- Phía nam giáp thị xã Buôn Hồ
- Phía bắc giáp xã Chứ Kbô.

Xã Tân Lập có diện tích 18,27 km², dân số năm 2008 là 4126 người, mật độ dân số đạt 226 người/km².

## Lịch sử
Phần lớn địa bàn xã Tân Lập hiện nay trước đây là một phần xã Pơng Drang.
Ngày 16 tháng 5 năm 2006, Chính phủ ban hành Nghị định số 47/2006/NĐ-CP về việc thành lập xã Ea Đê trên cơ sở 2.970 ha diện tích tự nhiên và 10.025 nhân khẩu của xã Pơng Drang.
Ngày 23 tháng 12 năm 2008, Chính phủ ban hành Nghị định 07/NĐ-CP. Theo đó:
- Điều chỉnh 194,2 ha diện tích tự nhiên của xã Ea Blang về xã Ea Đê quản lý
- Điều chỉnh 1.336,9 ha diện tích tự nhiên và 7.109 người của xã Ea Đê về thị xã Buôn Hồ mới thành lập để thành lập các phường Đạt Hiếu và An Bình thuộc thị xã Buôn Hồ.

Sau khi điều chỉnh địa giới hành chính, xã Ea Đê còn lại 1.827,3 ha diện tích tự nhiên và 4.126 người, được đổi tên thành xã Tân Lập.